# Stazione meteorologica di Palmi
La stazione meteorologica di Palmi è la stazione meteorologica di riferimento relativa alla cittadina di Palmi.

## Dati climatologici 1951-1980
In base alla media trentennale di riferimento (1951-1980) per l'Organizzazione Mondiale della Meteorologia, la temperatura media dei mesi più freddi, gennaio e febbraio, si attesta a +12,7 °C; quella del mese più caldo, agosto, è di +28,9 °C.

| Palmi (1951-1980)  | Mesi | Mesi | Mesi | Mesi | Mesi | Mesi | Mesi | Mesi | Mesi | Mesi | Mesi | Mesi | Stagioni | Stagioni | Stagioni | Stagioni | Anno |
| Palmi (1951-1980)  | Gen  | Feb  | Mar  | Apr  | Mag  | Giu  | Lug  | Ago  | Set  | Ott  | Nov  | Dic  | Inv      | Pri      | Est      | Aut      | Anno |
| ------------------ | ---- | ---- | ---- | ---- | ---- | ---- | ---- | ---- | ---- | ---- | ---- | ---- | -------- | -------- | -------- | -------- | ---- |
| T. max. media (°C) | 16,0 | 16,2 | 18,0 | 20,7 | 24,8 | 29,5 | 31,8 | 33,0 | 29,8 | 26,0 | 21,0 | 17,5 | 16,6     | 21,2     | 31,4     | 25,6     | 23,7 |
| T. min. media (°C) | 9,4  | 9,2  | 10,2 | 13,5 | 16,4 | 20,5 | 23,8 | 24,8 | 22,6 | 18,2 | 14,6 | 11,9 | 10,2     | 13,4     | 23,0     | 18,5     | 16,3 |

## Temperature estreme mensili dal 1924 ad oggi
Nella tabella sottostante sono riportati i valori delle temperature estreme mensili dal 1924 ad oggi, con il relativo anno in cui sono state registrate. Nel periodo esaminato, la temperatura minima assoluta ha toccato -0,7 °C nel febbraio 2015, mentre la massima assoluta ha raggiunto i +47,0 °C nell'agosto 1945 e nel luglio 1952.
| Palmi (1924-2023)     | Mesi        | Mesi        | Mesi        | Mesi        | Mesi        | Mesi        | Mesi               | Mesi        | Mesi        | Mesi        | Mesi                    | Mesi        | Stagioni | Stagioni | Stagioni | Stagioni | Anno |
| Palmi (1924-2023)     | Gen         | Feb         | Mar         | Apr         | Mag         | Giu         | Lug                | Ago         | Set         | Ott         | Nov                     | Dic         | Inv      | Pri      | Est      | Aut      | Anno |
| --------------------- | ----------- | ----------- | ----------- | ----------- | ----------- | ----------- | ------------------ | ----------- | ----------- | ----------- | ----------------------- | ----------- | -------- | -------- | -------- | -------- | ---- |
| T. max. assoluta (°C) | 28,3 (1988) | 28,5 (1977) | 34,3 (2001) | 34,7 (1928) | 40,7 (1945) | 45,4 (1982) | 47,0 (1952)        | 47,0 (1945) | 46,5 (1946) | 41,5 (1999) | 34,8 (1968)             | 30,1 (1989) | 30,1     | 40,7     | 47,0     | 46,5     | 47,0 |
| T. min. assoluta (°C) | 0,4 (1999)  | −0,7 (2015) | 2,2 (1949)  | 6,6 (2015)  | 9,9 (2016)  | 12,1 (2016) | 16,1 (1954 e 2015) | 16,7 (2013) | 14,2 (1996) | 10,8 (2007) | 6,7 (1925, 1998 e 2013) | 0,7 (2014)  | −0,7     | 2,2      | 12,1     | 6,7      | −0,7 |

## Temperature medie mensili più alte e più basse
|           | Mese più caldo        | Mese più freddo                 |
| --------- | --------------------- | ------------------------------- |
| Gennaio   | 15,7 °C (1936)        | 10,5 °C (1981 e 2017)           |
| Febbraio  | 15,6 °C (1966)        | 10,4 °C (1956 e 2015)           |
| Marzo     | 17,5 °C (1928)        | 11,7 °C (1987)                  |
| Aprile    | 21,4 °C (1947)        | 14,5 °C (2001)                  |
| Maggio    | 24,4 °C (1945)        | 17,7 °C (1957 e 2016)           |
| Giugno    | 29,5 °C (1982)        | 22,9 °C (2016)                  |
| Luglio    | 31,4 °C (1945)        | 24,8 °C (1992)                  |
| Agosto    | 32,4 °C(1945 e 1999)  | 25,0 °C (2016)                  |
| Settembre | 29,4 °C (1924)        | 23,9 °C (1931)                  |
| Ottobre   | 27,5 °C (1999)        | 19,7 °C (1936 e 1974)           |
| Novembre  | 21,9 °C (1968)        | 15,0 °C (1995)                  |
| Dicembre  | 17,0 °C (1989)        | 11,9 °C (2001)                  |
| Inverno   | 15,1 °C (1976-1977)   | 11,5 °C (1980-1981 e 2005-2006) |
| Primavera | 21,0 °C (1928 e 1945) | 15,0 °C (1987)                  |
| Estate    | 31,0 °C (1945)        | 24,9 °C (2016)                  |
| Autunno   | 25,3 °C (1924 e 1999) | 20,6 °C (1995)                  |
| Anno      | 22,4 °C (1928)        | 17,8 °C (1969 e 2015)           |